# Памятник Степану Бандере (Львов)
Па́мятник Степа́ну Банде́ре — монумент во Львове (Украина) на площади Кропивницкого.

## Конструкция
Первая часть комплекса — площадь и на ней фигура Степана Бандеры, лидера украинских националистов, главы Организации украинских националистов в полный рост, высотой четыре метра, и площадь вокруг него.
Вторая часть комплекса — 30-метровая триумфальная арка на четырёх колоннах. Она расположена за памятником: трезуб с рельефами и триумфальная арка на четырёх опорах, каждая из которых символизирует определённое время украинской истории. Первая опора — княжеский период, вторая — период казачества, третье — период Украинской народной республики и Западно-Украинской народной республики, четвёртая — современность независимости Украины.

## История памятника
Проект монумента утвердили после семи конкурсов в 2002 году. Победил проект скульптора Николая Посикиры и архитектора Михаила Федыко. Строительство началось в конце 2003 года. Общая стоимость работ оценочно составила более 8,5 млн гривен, самой скульптуры — 400 тысяч гривен (около $80 тысяч).
В 2004 году, после того как было начато строительство памятника Бандере во Львове возле бывшего костёла Св. Эльжбеты (построенного польской общиной в начале XX века), председатель «Союза поляков на Украине» назвал эти действия провокацией.
Официальное открытие памятника произошло 13 октября 2007 года и было приурочено к юбилею Украинской повстанческой армии, поскольку 14 октября 1942 года является датой создания этих формирований. В открытии памятника приняли участие председатель Львовской облгосадминистрации Пётр Олейник, председатель Львовского областного совета Мирослав Сенык, депутаты львовского городского и областного советов, народные депутаты Украины Тарас Стецькив («Наша Украина — Народная самооборона»), Андрей Шкиль.